# Serbiska revolutionen
Serbiska revolutionen eller Revolutionära Serbien syftar på de nationella och sociala uppror som serberna gjorde åren 1804 och 1835, och ledde till att Serbien gick från att vara Belgrads Pashaluk till konstitutionell monarki. De första åren, 1804–1815, utmärktes av våldsam självständighetskamp från Osmanska riket med två väpnade uppror, som slutade med eldupphör. Den senare perioden (1815–1835) handlade om en fredlig förstärkning av den politiska makten och ökad självständighet, som kulminerade med rätten till ävfurstendöme mellan 1830 och 1833, och territoriell expansion. Den första nedskrivna konstitutionen kom 1835, och ledde till avskaffandet av feodalism och träldom, och gav Serbien suzeränitet. Begreppt Serbiska revolutionen myntades av Leopold von Ranke, i boken Die Serbische Revolution, utgiven 1829. Händelserna ledde till skapandet av moderna Serbien.
Perioden omfattar följande tid:
- Första serbiska upproret (1804–1813), leddes av Karađorđe Petrović
- Hadži Prodans revolt (1814)
- Andra serbiska upproret (1815) under Miloš Obrenović
- Serbiska statens officiella erkännande (1815–1833)

### Fotnoter

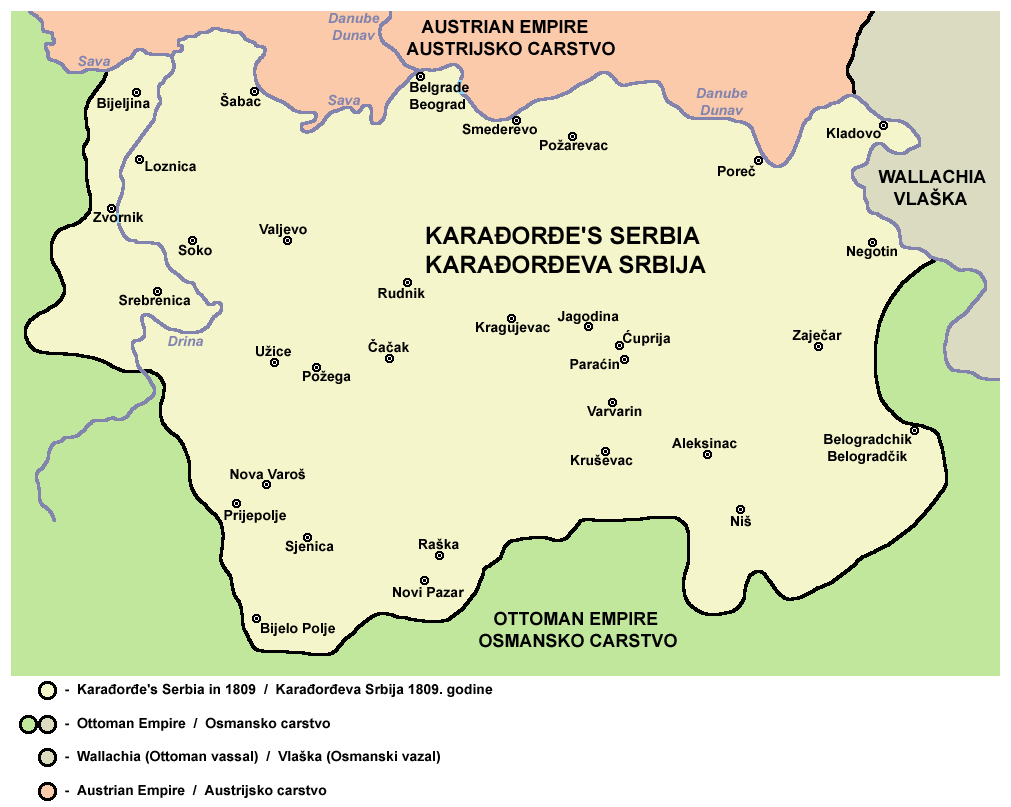
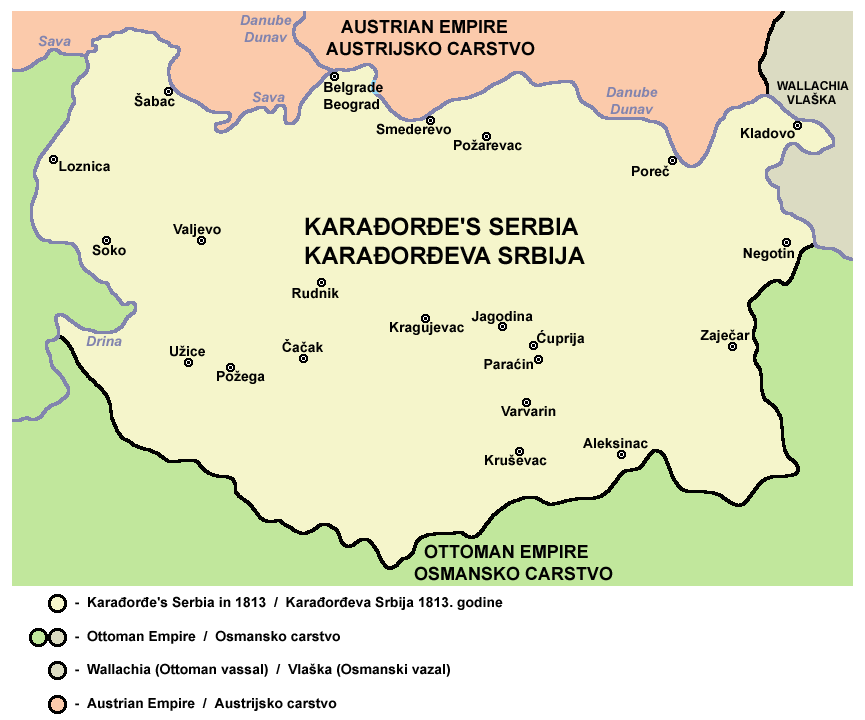
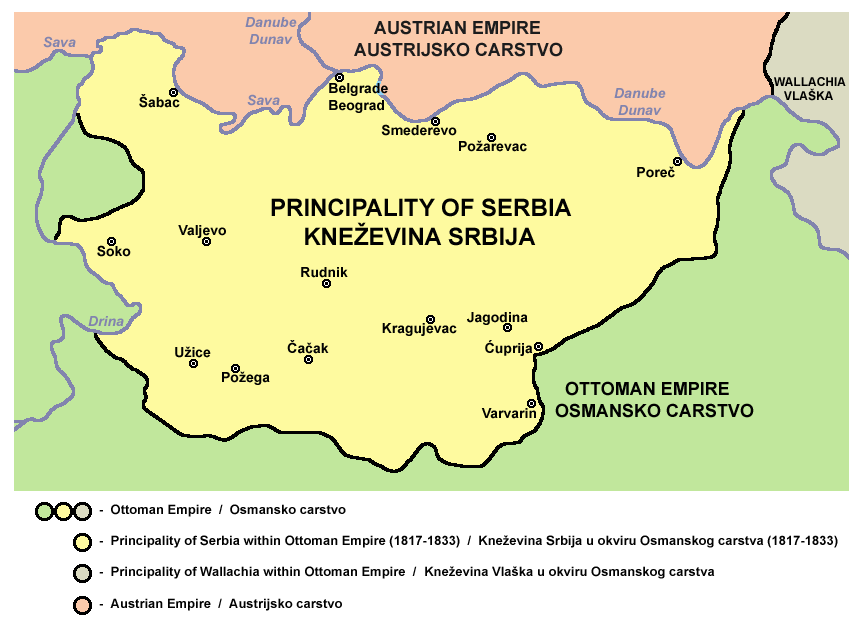

1. ↑  ”Arkiverade kopian”. Arkiverad från originalet den 23 juli 2020. https://web.archive.org/web/20200723225321/http://www.batakovic.com/belgrade19thcent.html. Läst 6 oktober 2012.
2. ↑  http://staff.lib.msu.edu/sowards/balkan/lecture5.html
3. 1 2  http://books.google.com/books?id=Cz7pbGvCqhwC&pg=PA147&lpg=PA147&dq=akkerman+convention+serbia&source=bl&ots=rjQDIK_NJD&sig=JJs3MW3DFdu4rsFVxS2J4M0OYbM&hl=en&ei=AbFbTfijOYOs8gPUmt2VAg&sa=X&oi=book_result&ct=result&resnum=9&ved=0CE8Q6AEwCA#v=onepage&q=akkerman%20convention%20serbia&f=false
4. ↑  ”Arkiverade kopian”. Arkiverad från originalet den 6 mars 2012. https://web.archive.org/web/20120306131543/http://www.ius.bg.ac.rs/Anali/A2010-1/abstract2010-1.htm. Läst 29 mars 2015.
5. ↑  http://www.museumstuff.com/learn/topics/Serbian_Revolution::sub::Negotiations_Legal_Status_Of_Serbia
6. ↑  Engelskspråkig översättning: Leopold Ranke, A History of Serbia and the Serbian Revolution. Översatt från tyskan av Mrs Alexander Kerr (London: John Murray, 1847)
7. ↑  L. S. Stavrianos, The Balkans since 1453 (London: Hurst and Co., 2000), p. 248-250.